# Walter Greinert
Walter Greinert (* 14. Jänner 1940 in Scheibbs; † 5. März 2024) war ein österreichischer Journalist, Diplomat und Autor.

## Leben
Greinert studierte und promovierte in Rechtswissenschaft. Er wurde Redakteur bei der Tageszeitung Die Presse, dann Chef vom Dienst und Kommentator für internationale Beziehungen im ORF-Hörfunk.
1973 wechselte er in den diplomatischen Dienst. Er wurde Presseattaché in Paris und Washington, dann Pressechef und Sprecher des Außenministeriums, Generalkonsul in New York und schließlich von 2001 bis zu seinem Ruhestand österreichischer Botschafter beim Heiligen Stuhl.
Greinert war Großoffizier des Ritterordens vom Heiligen Grab zu Jerusalem. Er war Kontaktperson der Katholischen Aktion im österreichischen Koordinierungsausschuss für christlich-jüdische Zusammenarbeit.
Neben Essays veröffentlichte er die Gedichtbände Nur ein Windhauch (2009) und In die Stille gesprochen (2017).